# Lista prezydentów Portugalii

## Chronologiczna listaprezydentówPortugalii

### I Republika(1910–1926)
- tymczasowo

| #                                             | Imię i nazwisko                               | Portret                                       | Kadencja                                      | Kadencja                                      | Partia polityczna                             | Partia polityczna                                   |
| #                                             | Imię i nazwisko                               | Portret                                       | Od                                            | Do                                            | Partia polityczna                             | Partia polityczna                                   |
| Przewodniczący Tymczasowego Rządu (1910–1911) | Przewodniczący Tymczasowego Rządu (1910–1911) | Przewodniczący Tymczasowego Rządu (1910–1911) | Przewodniczący Tymczasowego Rządu (1910–1911) | Przewodniczący Tymczasowego Rządu (1910–1911) | Przewodniczący Tymczasowego Rządu (1910–1911) | Przewodniczący Tymczasowego Rządu (1910–1911)       |
| --------------------------------------------- | --------------------------------------------- | --------------------------------------------- | --------------------------------------------- | --------------------------------------------- | --------------------------------------------- | --------------------------------------------------- |
| –                                             | Teófilo Braga (1843–1924)                     |                                               | 5 października 1910                           | 24 sierpnia 1911                              |                                               | Partia Republikańska                                |
| Prezydent (1911–1926)                         |                                               |                                               |                                               |                                               |                                               |                                                     |
| 1                                             | Manuel José de Arriaga (1840–1917)            |                                               | 24 sierpnia 1911                              | 26 maja 1915                                  |                                               | Partia Republikańska następnie Partia Demokratyczna |
| 2                                             | Teófilo Braga (1843–1924)                     |                                               | 29 maja 1915                                  | 5 października 1915                           |                                               | Partia Demokratyczna                                |
| 3                                             | Bernardino Machado (1851–1944)                |                                               | 5 października 1915                           | 5 grudnia 1917                                |                                               | Partia Demokratyczna                                |
| –                                             | Sidónio Pais (1872–1918)                      |                                               | 12 grudnia 1917                               | 28 kwietnia 1918                              |                                               | PRN                                                 |
| 4                                             | Sidónio Pais (1872–1918)                      |                                               | 28 kwietnia 1918                              | 14 grudnia 1918                               | PRN                                           |                                                     |
| –                                             | João do Canto e Castro (1862–1934)            |                                               | 14 grudnia 1918                               | 16 grudnia 1918                               | PRN                                           |                                                     |
| 5                                             | João do Canto e Castro (1862–1934)            |                                               | 16 grudnia 1918                               | 5 października 1919                           | PRN                                           |                                                     |
| 6                                             | António José de Almeida (1866–1929)           |                                               | 5 października 1919                           | 5 października 1923                           |                                               | PRE następnie PLR                                   |
| 7                                             | Manuel Teixeira Gomes (1860–1941)             |                                               | 6 października 1923                           | 11 grudnia 1925                               |                                               | Partia Demokratyczna                                |
| (3)                                           | Bernardino Machado (1851–1944)                |                                               | 11 grudnia 1925                               | 31 maja 1926                                  |                                               | Partia Demokratyczna                                |

### II Republika

#### Ditadura Nacional(Narodowa Dyktatura)(1926–1933) /Estado Novo(Nowe Państwo)(1933–1974)
- Od wojskowego zamachu stanu z 1926 roku do 1933 roku obowiązywał okres zwany Ditadura Nacional (Narodowa Dyktatura), kiedy to władzę w kraju sprawowali wojskowi. Do 1928 roku przywódcy państwa nie tytułowali się prezydentami.
- Od wprowadzenia w życie nowej konstytucji w 1933 roku do 1974 roku faktyczna władza dyktatorska znajdowała się w rękach premiera Antónia de Oliveiry Salazara. Portugalię w czasach jego rządów określa się mianem Estado Novo (Nowe Państwo).
- tymczasowo

| #                                                  | Imię i nazwisko                                    | Portret                                            | Kadencja                                           | Kadencja                                           | Partia polityczna                                  | Partia polityczna                                  |
| #                                                  | Imię i nazwisko                                    | Portret                                            | Od                                                 | Do                                                 | Partia polityczna                                  | Partia polityczna                                  |
| Ditadura Nacional (Narodowa Dyktatura) (1926–1933) | Ditadura Nacional (Narodowa Dyktatura) (1926–1933) | Ditadura Nacional (Narodowa Dyktatura) (1926–1933) | Ditadura Nacional (Narodowa Dyktatura) (1926–1933) | Ditadura Nacional (Narodowa Dyktatura) (1926–1933) | Ditadura Nacional (Narodowa Dyktatura) (1926–1933) | Ditadura Nacional (Narodowa Dyktatura) (1926–1933) |
| -------------------------------------------------- | -------------------------------------------------- | -------------------------------------------------- | -------------------------------------------------- | -------------------------------------------------- | -------------------------------------------------- | -------------------------------------------------- |
| 8                                                  | José Mendes Cabeçadas (1883–1965)                  |                                                    | 31 maja 1926                                       | 17 czerwca 1926                                    |                                                    | wojskowy                                           |
| –                                                  | Manuel Gomes da Costa (1863–1929)                  |                                                    | 17 czerwca 1926                                    | 29 czerwca 1926                                    | wojskowy                                           |                                                    |
| 9                                                  | Manuel Gomes da Costa (1863–1929)                  |                                                    | 29 czerwca 1926                                    | 9 lipca 1926                                       | wojskowy                                           |                                                    |
| –                                                  | Óscar Carmona (1869–1951)                          |                                                    | 9 lipca 1926                                       | 29 listopada 1926                                  | wojskowy                                           |                                                    |
| 10                                                 | Óscar Carmona (1869–1951)                          |                                                    | 29 listopada 1926                                  | 15 kwietnia 1928                                   | wojskowy                                           |                                                    |
| Estado Novo (Nowe Państwo) (1933–1974)             |                                                    |                                                    |                                                    |                                                    |                                                    |                                                    |
| 10                                                 | Óscar Carmona (1869–1951)                          |                                                    | 15 kwietnia 1928                                   | 18 kwietnia 1951                                   |                                                    | wojskowy od 1932 Unia Narodowa                     |
| –                                                  | António de Oliveira Salazar (1889–1970)            |                                                    | 18 kwietnia 1951                                   | 21 lipca 1951                                      | Unia Narodowa                                      |                                                    |
| 11                                                 | Francisco Craveiro Lopes (1894–1964)               |                                                    | 21 lipca 1951                                      | 9 sierpnia 1958                                    | Unia Narodowa                                      |                                                    |
| 12                                                 | Américo Tomás (1894–1987)                          |                                                    | 9 sierpnia 1958                                    | 25 kwietnia 1974                                   | Unia Narodowa od 1970 Ludowa Akcja Narodowa        |                                                    |

### III Republika(od 1974)
| #  | Imię i nazwisko                                              | Portret | Kadencja         | Kadencja         | Partia polityczna | Partia polityczna                            |
| #  | Imię i nazwisko                                              | Portret | Od               | Do               | Partia polityczna | Partia polityczna                            |
| -- | ------------------------------------------------------------ | ------- | ---------------- | ---------------- | ----------------- | -------------------------------------------- |
| –  | Junta Ocalenia Narodowego przewodniczący: António de Spínola |         | 25 kwietnia 1974 | 15 maja 1974     | –                 | –                                            |
| 13 | António de Spínola (1910–1996)                               |         | 15 maja 1974     | 30 września 1974 |                   | wojskowy                                     |
| 14 | Francisco da Costa Gomes (1914–2001)                         |         | 30 września 1974 | 13 lipca 1976    |                   | wojskowy                                     |
| 15 | António Ramalho Eanes (ur. 1935)                             |         | 14 lipca 1976    | 9 marca 1986     |                   | wojskowy od 1985 Demokratyczna Partia Odnowy |
| 16 | Mário Soares (1924–2017)                                     |         | 9 marca 1986     | 9 marca 1996     |                   | PS                                           |
| 17 | Jorge Sampaio (1939–2021)                                    |         | 9 marca 1996     | 9 marca 2006     |                   | PS                                           |
| 18 | Aníbal Cavaco Silva (ur. 1939)                               |         | 9 marca 2006     | 9 marca 2016     |                   | PSD                                          |
| 19 | Marcelo Rebelo de Sousa (ur. 1948)                           |         | 9 marca 2016     |                  |                   | PSD                                          |